# Elección al Senado de los Estados Unidos en Nuevo México de 2020
La Elección al Senado de los Estados Unidos en Nuevo México se llevó a cabo el 3 de noviembre de 2020, para elegir a un miembro del Senado de los Estados Unidos para representar al estado de Nuevo México, al mismo tiempo que las elecciones presidenciales de Estados Unidos de 2020, así como otras 
elecciones al Senado de los Estados Unidos en otros estados, elecciones a la Cámara de Representantes de los Estados Unidos y diversas elecciones estatales y locales.
El 25 de marzo de 2019, el senador demócrata en ejercicio, Tom Udall, anunció que se retiraría en lugar de buscar la reelección para un tercer mandato. Udall fue el único senador demócrata de los Estados Unidos que no se postuló para la reelección en 2020.

## Elección general

### Predicciones
| Fuente                | Clasificación | Desde                  |
| --------------------- | ------------- | ---------------------- |
| Cook Political Report | Sólido        | 29 de octubre de 2020  |
| Inside Elections      | Sólido        | 28 de octubre de 2020  |
| Sabato's Crystal Ball | Probable      | 2 de noviembre de 2020 |
| 270toWin              | Probable      | 2 de noviembre de 2020 |
| Político              | Probable      | 2 de noviembre de 2020 |

### Encuestas
| Fuente de la encuesta                       | Fecha(s) de realización                 | Tamaño de muestra | Margen de error | Ben Ray Luján (D) | Mark Ronchetti (R) | Bob Walsh (L) | Otro Indecisos |
| ------------------------------------------- | --------------------------------------- | ----------------- | --------------- | ----------------- | ------------------ | ------------- | -------------- |
| Research & Polling Inc./Albuquerque Journal | 23-29 de octubre de 2020                | 1,180 (LV)        | ± 2.9%          | 52%               | 44%                | 3%            | 1%             |
| GBAO Strategies (D)                         | 14-17 de octubre de 2020                | 600 (LV)          | ± 4.0%          | 52%               | 41%                | 5%            | –              |
| GBAO Strategies (D)                         | 14-17 de octubre de 2020                | 600 (LV)          | ± 4.0%          | 54%               | 43%                | –             | –              |
| Public Policy Polling                       | 30 de septiembre - 1 de octubre de 2020 | 886 (LV)          | ± 3.3%          | 51%               | 41%                | 3%            | 6%             |
| Research & Polling Inc.                     | 26 de agosto - 2 de septiembre de 2020  | 1,123 (LV)        | ± 2.9%          | 49%               | 40%                | 4%            | 8%             |
| Public Policy Polling                       | 12-13 de junio de 2020                  | 740 (V)           | ± 3.6%          | 48%               | 34%                | –             | 18%            |

### Resultados
| Elección al Senado de los Estados Unidos en Nuevo México de 2020 | Elección al Senado de los Estados Unidos en Nuevo México de 2020 | Elección al Senado de los Estados Unidos en Nuevo México de 2020 | Elección al Senado de los Estados Unidos en Nuevo México de 2020 | Elección al Senado de los Estados Unidos en Nuevo México de 2020 | Elección al Senado de los Estados Unidos en Nuevo México de 2020 |
| Partido                                                          | Partido                                                          | Candidato/a                                                      | Votos                                                            | %                                                                |                                                                  |
| ---------------------------------------------------------------- | ---------------------------------------------------------------- | ---------------------------------------------------------------- | ---------------------------------------------------------------- | ---------------------------------------------------------------- | ---------------------------------------------------------------- |
|                                                                  | Demócrata                                                        | Ben Ray Luján                                                    | 474,483                                                          | 51.73%                                                           |                                                                  |
|                                                                  | Republicano                                                      | Mark Ronchetti                                                   | 418,483                                                          | 45.62%                                                           |                                                                  |
|                                                                  | Libertario                                                       | Bob Walsh                                                        | 24,271                                                           | 2.65%                                                            |                                                                  |
| Total                                                            | Total                                                            | Total                                                            | 917,237                                                          | 100.0%                                                           |                                                                  |
|                                                                  | Control Demócrata                                                |                                                                  |                                                                  |                                                                  |                                                                  |